# Zes Graden
Zes Graden (originele titel: Six Degrees: Our Future on a Hotter Planet) is een non-fictieboek uit 2007 van auteur Mark Lynas over de opwarming van de Aarde. Het boek vat de resultaten samen van wetenschappelijke artikelen over klimaatverandering, door per hoofdstuk de gevolgen van 1 tot en met 6 graden Celsius opwarming te beschrijven.

## Inhoud
Het eerste hoofdstuk beschrijft de verwachte gevolgen van één graad Celsius (1 °C) stijging van de gemiddelde temperatuur op aarde vergelijken met pre-industriële tijden.
Het tweede hoofdstuk beschrijft de gevolgen van een gemiddelde temperatuur van twee graden stijging, enzovoort, tot en met hoofdstuk 6, waarin de verwachte effecten van een stijging van zes graden Celsius worden beschreven (6 °C). De gevolgen worden ook vergeleken met paleoklimatologische studies, waarbij de gevolgen van temperatuurverschillen in het verleden worden bekeken.
Speciale aandacht wordt besteed aan de positieve feedbackmechanismen die de opwarming drastisch zouden kunnen versnellen. Het boek legt uit hoe het vrijkomen van methaanhydraat en het vrijkomen van methaan uit smeltende permafrost een grote massa-extinctie zou kunnen veroorzaken. Terugkoppelingen van de koolstofcyclus, het verlies van koraal, de vernietiging van het Amazoneregenwoud en extreme verwoestijning worden ook beschreven. Het boek beschrijft hoe vijf of zes graden opwarming de volledige onbewoonbaarheid van de tropen en subtropen kan veroorzaken, evenals extreme water- en voedseltekorten, die kunnen leidend tot massale migratie van miljarden mensen.

## Tv-programma
National Geographic Channel produceerde een tv-programma geïnspireerd op het boek, getiteld Six Degrees Could Change The World,   nadat het boek in 2008 de Royal Society Prize won. 

## Update in 2020
In april 2020 publiceerde de auteur een herschreven en bijgewerkte versie van het boek: Our Final Warning: Six Degrees of Climate Emergency,. Deze werd tevens vertaald en uitgegeven met dezelfde Nederlandse titel; Zes Graden.